# ليلى لسواني
ليلى لسواني هي رباعة جزائرية وُلدت في فرنسا في 29 يوليو 1977، ومثلت الجزائر في دورة الألعاب الأولمبية الصيفية أعوام 2000 و2004 و2008.

## المشاركات والميداليات
شاركت ليلى لسواني في عام 2000 في دورة الألعاب الأولمبية الصيفية التي أقيمت في مدينة سيدني بأستراليا، واحتلت المركز الرابع عشر في منافسات الوزن أقل من 58 كيلوغرام للسيدات، وفي عام 2004 شاركت مرة أخرى في دورة الألعاب الأولمبية الصيفية التي أقيمت فعالياتها في مدينة أثينا باليونان، واحتلت في هذه المرة المرتبة التاسعة في منافسات الوزن أقل من 63 كيلوغرام للسيدات. وكانت المشاركة الثالثة لليلى لسواني في دورة الألعاب الأولمبية الصيفية عام 2008، والتي أقيمت في مدينة بكين بالصين، وكانت اللاعبة الجزائرية الوحيدة المشاركة في منافسات رياضة رفع الأثقال خلال تلك البطولة، ولكنها خرجت من الدور التمهيدي ولم تتأهل لنهائيات البطولة. شاركت ليلى لسواني أيضًا في عدة نسخ من بطولة إفريقيا لرفع الأثقال وحصلت منها على العديد من الميداليات والألقاب كان آخرها الميدالية الذهبية التي حصلت عليها في بطولة إفريقيا لرفع الأثقال عام 2008 بعدما نجحت في رفع 205 كيلوغرام في منافسات الوزن أقل من 63 كيلوغرام للسيدات. ويوضح الجدول التالي أهم المُسابقات والبطولات التي شاركت فيها ليلى لسواني، وأبرز الميداليات والألقاب التي حققتها في البطولات والمسابقات المختلفة:
| العام | المسابقة                        | المكان                   | المنافسات                                                     | الترتيب/الميدالية                | ملاحظات                                   |
| ----- | ------------------------------- | ------------------------ | ------------------------------------------------------------- | -------------------------------- | ----------------------------------------- |
| 2000  | دوؤة الألعاب الأولمبية الصيفية  | سيدني، أستراليا          | منافسات الوزن أقل من 58 كيلوغرام للسيدات                      | المركز الرابع عشر                |                                           |
| 2004  | بطولة إفريقيا لرفع الأثقال      | تونس العاصمة، تونس       | منافسات الوزن أقل من 63 كيلوغرام للسيدات                      |                                  | تمكنت من رفع 127.5 كيلوغرام في حركة النتر |
| 2004  | دورة الألعاب الأولمبية الصيفية  | أثينا، اليونان           | منافسات الوزن أقل من 63 كيلوغرام للسيدات                      | المركز التاسع                    |                                           |
| 2004  | دورة الألعاب العربية            | الجزائر العاصمة، الجزائر | منافسات الخطف - الوزن أقل من 63 كيلوغرام للسيدات              | المركز الأول (الميدالية الذهبية) |                                           |
| 2004  | دورة الألعاب العربية            | الجزائر العاصمة، الجزائر | منافسات النتر - الوزن أقل من 63 كيلوغرام للسيدات              | المركز الأول (الميدالية الذهبية) |                                           |
| 2004  | دورة الألعاب العربية            | الجزائر العاصمة، الجزائر | منافسات المجموع (خطف ونتر) - الوزن أقل من 63 كيلوغرام للسيدات | المركز الأول (الميدالية الذهبية) |                                           |
| 2005  | دورة ألعاب البحر الأبيض المتوسط | المرية، إسبانيا          | منافسات النتر - الوزن أقل من 63 كيلوغرام للسيدات              | المركز الأول (الميدالية الذهبية) |                                           |
| 2005  | دورة ألعاب البحر الأبيض المتوسط | المرية، إسبانيا          | منافسات الخطف - الوزن أقل من 63 كيلوغرام للسيدات              | المركز الثاني (الميدالية الفضية) |                                           |
| 2006  | بطولة إفريقيا لرفع الأثقال      | الجديدة، المغرب          | منافسات الوزن أقل من 63 كيلوغرام للسيدات                      | المركز الأول (الميدالية الذهبية) |                                           |
| 2008  | دورة الألعاب الأولمبية الصيفية  | بكين، الصين              | منافسات الوزن أقل من 63 كيلوغرام للسيدات                      |                                  |                                           |
| 2008  | بطولة إفريقيا لرفع الأثقال      | جوهانسبرغ، جنوب إفريقيا  | منافسات الوزن أقل من 63 كيلوغرام للسيدات                      | المركز الأول (الميدالية الذهبية) | تمكنت من رفع ثقل قدره رفع 205 كيلوغرام    |